# 柚木地域
柚木地域（ゆのきちいき）は、佐世保市中北部の山間部を占める地域である。旧北松浦郡柚木村。

## 地理
相浦川上流部にある。山間部のため、特に冬季は気温が市内中心部に比べて低く、路面が凍結することもある。
地域内でも特に山深い里美町では5～6月にかけて1,000匹以上のホタルが夕闇に舞う姿を鑑賞できる。
- 相浦川
- 川谷貯水池
- 郷美谷池
- 隠居岳（かくいだけ）　標高670m
- 八天岳　標高707m

## 町名
柚木村では免の名称に「柚木｣「里美｣の大字を冠した。
1958年（昭和33年）に町名が設置され、大字・免・字は廃止となった。
| 町名設置前       | 町名設置後 |
| ---------------- | ---------- |
| 柚木牟田免       | 上柚木町   |
| 柚木下岳免       | 上柚木町   |
| 柚木相当免       | 上柚木町   |
| 柚木太郎浦免     | 上柚木町   |
| 柚木藤免         | 小舟町     |
| 柚木上藤免       | 小舟町     |
| 柚木岳ノ下免     | 小舟町     |
| 柚木筒井免       | 筒井町     |
| 柚木柚木田原免   | 柚木町     |
| 柚木三本木免     | 柚木町     |
| 柚木小中尾免     | 柚木町     |
| 柚木柚木岡免     | 柚木元町   |
| 里美川谷免       | 川谷町     |
| 里美潜木免       | 潜木町     |
| 里美上宇戸免     | 里美町     |
| 里美下宇戸免     | 下宇戸町   |
| 里美戸平田免     | 高花町     |
| 里美九郎戸ヶ倉免 | 戸ヶ倉町   |

- 上柚木町（かみゆのきちょう）

北部に位置し、小塚岳トンネルを通じて世知原町に通じる。国見峠に至る国道498号が南部の鞍部を貫いている。柚木小学校や老人ホーム等の施設があり、小学校付近には墓地と西光寺がある。施設や交通路等を含む一部を除き、全体的に緩やかな斜面全体に水田が展開している。中央部の相当ダムは、江戸時代の溜池を戦時中に改築したもの。米軍捕虜が動員され、慰霊碑が建つ。
- 川谷町（かわたにちょう）

南部に位置し、相浦川が九郎戸ヶ倉山を迂回する急斜面地に位置し、両岸とも狭い谷になっている。そのため民家は少なく、川谷ダムを中心とする水道局の付帯施設が最大の施設で、渇水時には放棄された棚田が対岸からもうかがえる。
- 潜木町（くぐるぎちょう）

北東端に位置し、国見峠を越えて東に有田町、小塚岳を越えて北に世知原町に至る。緩やかな牟田川が一気に急勾配に転じ、急峻な山稜に転じるため、全体的に山林に覆われている。市内屈指の難読地名だが、以前は、潜木バス停を終点とする西肥自動車の市内路線が早岐地区からも設定されていたため、バス利用者には馴染み深い地名であった。
- 小舟町（こふねちょう）

西端に位置し、旧佐世村の赤木町に接する。烏帽子岳山系の北麓にあり、相浦川沿いまで斜面がせり出し、平地に乏しい台地状の地形。聾学校が位置する。斜面は緩やかで、棚田や畑が発達しているが、住宅は点在して少ない。
- 里美町（さとよしちょう）

東部に位置し、東のオサエ峠を越えて有田町、南東の宇戸越を経て三川内地域、南の大山口越を経て早岐地域に抜ける。江戸時代に入植が始まった山林地帯で、当初では一部で「ごみ谷」と呼ばれていたが、「郷美谷」の字を当ててから意味が正反対に転じた。明治期に造成された郷美谷堤によって棚田が開かれた。ブラックバスのゲリラ放流による漁場でも知られる。
- 下宇戸町（しもうどちょう）

南部に位置し、烏帽子岳～隠居岳山系の鞍部より北側の斜面地に展開する。傾斜が緩やかなため、北向きながら棚田が発達し、水田地帯となっている。公共交通として佐世保市交通局の路線バスが市街地から乗り入れていたが撤退した。
- 高花町（たかはなちょう）

中央部に位置し、相浦川本流流域と牟田川流域を分断する丘陵上にある。長崎県道53号柚木三川内線と国道498号の抜け道となる市道が整備され、交通量は多い。市道沿いには水田が広がるが、山林が多くを占める。
- 筒井町（つついちょう）

北部に位置し、世知原町境の稜線の南麓に広がる。棚田と畑が展開する農村だが、佐世保大水害で激しい土石流が発生した牟田川支流には厳重な砂防工事が施されている。
- 戸ヶ倉町（とがくらちょう）

九郎戸ヶ倉山の山頂へ伸びる鞍部の北側に位置し、高花町と里美町には交通路があるが、九郎戸ヶ倉山の急斜面を駆け下りる川谷町との交通路はない。まばらに民家が点在する山林である。
- 柚木町（ゆのきちょう）

中央部に位置し、相浦川・牟田川・転石川の合流点に平地がある以外は基本丘陵地である。市役所柚木支所・柚木郵便局・柚木中学校・柚木幼稚園などの公共施設が集中し、民家では旧柚木駅跡に造成された市営アパートや、周囲にある一軒家を中心に徐々に住まいが新設されはじめている。付近には小規模な工場、店舗も点在しており、徐々に町開発が行われている。
- 柚木元町（ゆのきもとまち）

西端に位置し、大野地域の松瀬町と接する。相浦川右岸から世知原町境の冬越にいたる山林地帯にあたり、川沿いの平地には中規模の町工場と民家が並んでいる。水田は中腹にとどまり、土地の大部分は人工林で占められている。旧柚木線の廃線跡はサイクリングロードとして整備され、現在も残っている。

## 交通
域内に現在営業している鉄道はない。かつては石炭輸送等のために建設された国鉄柚木線があったが1967年の水害で大きな被害を受け、復旧されないまま廃止された。

### バス
- 西肥バス
  - 矢峰経由線 ( 国道498号 ) と池野経由線 ( 市道田原柚木町線 ) がある。柚木バス停にバス駐車場があるため、平日なら100往復ほどで、便の多い路線の一つである。
  - 西肥バスの沿革[1]
    - 1938年4月4日 追分まで運行開始。1日6回程度の運行。
    - 1946年5月 徳道と潜木まで1日3回運行。
    - 1955年12月 上宇戸までの運行が開始。

## 道路
- 国道
  - 国道498号
  - 国見道路
- 県道
  - 長崎県道53号柚木三川内線
  - 長崎県道54号栗木吉井線
- 主な市道 [2][3]

| 路線名       | 路線番号 | 起点             | 接続路線                    | 終点              | 接続路線                 | 延長 (m) | 幅員 (m) |
| ------------ | -------- | ---------------- | --------------------------- | ----------------- | ------------------------ | -------- | -------- |
| 田原柚木町線 | 117      | 田原町232番地先  | 長崎県道151号佐世保世知原線 | 柚木町2239番地先  | 国道498号                | 3919.5   | 7.0      |
| 潜木徳道線   | 118      | 潜木町993番地先  | 国道498号                   | 高花町796番地先   | 長崎県道53号柚木三川内線 | 2333.2   | 11.8     |
| 下宇戸満場線 | 121      | 柚木町2192番地先 | 国道498号                   | 烏帽子町159番地先 | 佐世保市道烏帽子岳線     | 5656.4   | 5.2      |

| 路線名        | 路線番号 | 起点               | 接続路線                 | 終点                     | 接続路線                | 延長 (m) | 幅員 (m) |
| ------------- | -------- | ------------------ | ------------------------ | ------------------------ | ----------------------- | -------- | -------- |
| 矢峰柚木線    | 236      | 矢峰町1026番地先   | 国道498号                | 潜木町211番地先          | 国道498号               | 5464.1   | 6.0      |
| 元触冬越線    | 237      | 柚木元町186番地先  | 佐世保市道矢峰柚木線     | 世知原町上野原1407番地先 | 佐世保市道国見山荘線    | 2847.9   | 4.4      |
| 柚木筒井町線  | 238      | 柚木町2016番地先   | 佐世保市道田原柚木町線   | 筒井町97番地先           | 佐世保市道矢峰柚木線    | 1219.2   | 5.6      |
| 川平線        | 239      | 上柚木町1473番地先 | 国道498号                | 上柚木町805番地先        | 佐世保市道矢峰柚木線    | 1215.3   | 4.2      |
| 上宇戸高花線  | 241      | 里美町450番地先    | 長崎県道53号柚木三川内線 | 高花町348番地先          | 佐世保市道潜木徳道線    | 4878.4   | 4.3      |
| 津々谷線      | 242      | 里美町461番地先    | 長崎県道53号柚木三川内線 | 下宇戸町390番地先        | 佐世保市道下宇戸満場線  | 3812.1   | 4.0      |
| 下山広新田線  | 243      | 柚木町2536番地先   | 長崎県道53号柚木三川内線 | 下宇戸町566番地先        | 佐世保市道下宇戸満場線  | 3687.9   | 4.2      |
| 中越転石線    | 244      | 桜木町890番地先    | 佐世保市道春日田代町線   | 柚木町1348番地先         | 佐世保市道下宇戸満場線  | 4117.9   | 5.8      |
| 小舟松原線    | 245      | 小舟町29番地先     | 国道498号                | 松原町604番地先          | 佐世保市道中越転石線    | 2003.5   | 5.7      |
| 柚木横断1号線 | 240      | 上柚木町3217番地先 | 国道498号                | 高花町774番地先          | 佐世保市道柚木横断2号線 | 1274.1   | 3.5      |
| 柚木横断2号線 | 307      | 高花町815番地先    | 佐世保市道柚木横断1号線  | 高花町803番地先          | 佐世保市道高花町2号線   | 174.6    | 3.9      |

## 施設

### 公共
- 佐世保市役所柚木支所
- 柚木地区公民館
- 柚木郵便局
- 佐世保市立八天荘
- 児童養護施設若竹の家（旧 佐世保市立児童養護施設天心寮）

### 教育機関

#### 中学校
- 佐世保市立柚木中学校

#### 小学校
- 佐世保市立柚木小学校

#### 特別支援学校
- 長崎県立ろう学校佐世保分教室

### その他
- 藤山神社（フジの名所）
- ながさき西海農業協同組合柚木支店